# La carretera (canción)
«La carretera» es una canción del artista estadounidense Prince Royce. Se estrenó como el segundo sencillo de su quinto álbum de estudio Five el 20 de mayo de 2016. Recibió una nominación al Grammy Latino 2016. El video musical se estrenó el 19 de mayo de 2016.

## Antecedentes y promoción
Se estrenó como sencillo el 20 de mayo de 2016, para la promoción de su álbum de estudio FIVE(2016). La canción fue escrita por el propio cantante junto a Daniel Santacruz, mientras que la producción fue llevada a cabo por Dice y Linclon.

## Rendimiento comercial
En la lista de éxito de Estados Unidos «La carretera», alcanzó la posición número ocho en la lista Hot Latin Songs, y la primera posición en Tropical Airplay y la ubicación tres en Latin Pop Songs, de Billboard. En México, la pista se ubicó en el lugar quince en la lista México Español Airplay.

## Posicionamiento en listas
| Listas (2015)                      | Mejor posición |
| ---------------------------------- | -------------- |
| Colombia (National-Report)         | 8              |
| Estados Unidos (Hot Latin Songs)   | 8              |
| Estados Unidos (Latin Pop Songs)   | 3              |
| Estados Unidos (Tropical Airplay)  | 1              |
| México Español Airplay (Billboard) | 15             |

## Certificaciones
| País (organismo certificador) | Certificación | Unidades certificadas |
| ----------------------------- | ------------- | --------------------- |
| México (AMPROFON)             | Platino       | 60 000                |

## Premios y nominaciones
| Año  | Trabajo nominado             | Categoría                | Resultado | Ref    |
| ---- | ---------------------------- | ------------------------ | --------- | ------ |
| 2016 | Latin Grammy                 | Mejor canción tropical   | Nominado  | [ 3 ]  |
| 2017 | Premios Lo Nuestro           | Canción tropical del año | Nominado  | [ 14 ] |
| 2017 | Billboard Latin Music Awards | Canción Airplay del año  | Nominado  | [ 15 ] |
| 2017 | Billboard Latin Music Awards | Canción tropical del año | Nominado  | [ 15 ] |

## Historial de lanzamiento
| País   | Fecha              | Formato          | Discográfica     | Ref   |
| ------ | ------------------ | ---------------- | ---------------- | ----- |
| Varios | 20 de mayo de 2016 | Descarga digital | Sony Music Latin | [ 1 ] |